# 度会常昌
度会 常昌（わたらい つねよし、弘長3年（1263年） - 暦応2年/延元4年7月27日（1339年9月1日））は、鎌倉時代後期から南北朝時代の神職、歌人である。幼名は常良。

## 経歴・人物
度会貞尚（良尚とも）の次男として生まれる。家は檜垣という。
正応5年（1292年）に伊勢神宮の外宮禰宜に赴任し、正和5年（1316年）に一禰宜に昇格した。慈遍が著した『旧事本紀玄義』の序文執筆を補助し、『太神宮両宮之御事』を著して阿野廉子に献上する等、伊勢神道の弘布に携わった。また、神職以外にも自身が詠んだ和歌を『玉葉和歌集』に入集する等、歌人としても活躍した。
著作には他にも『服仮令』、『元徳渡会氏系図』がある。